# Laelia dabano
Laelia dabano är en fjärilsart som beskrevs av Collenette 1934. Laelia dabano ingår i släktet Laelia och familjen tofsspinnare. Inga underarter finns listade i Catalogue of Life.